# 奥伊-米特尔贝格
奥伊-米特尔贝格是德国巴伐利亚州上阿尔高县的一个市镇。总面积60.17平方公里，总人口4359人，其中男性2193人，女性2166人（2011年12月31日），人口密度72人/平方公里。